# Dąbrówka (rejon żółkiewski)
Dąbrówka – wieś na Ukrainie w rejonie lwowskim (wcześniej w rejonie żółkiewskim) należącym do obwodu lwowskiego.